# 알자발라인 FC
알자발라인 FC(아랍어: نادي الجبلين, 영어: Al-Jabalain Football Club)는 1959년에 창단된 사우디아라비아의 축구 클럽으로, 하일을 연고로 하고 있다. 현재 사우디아라비아의 2부 리그인 사우디아라비아 1부 리그에 참가하고 있다. 알자발라인은 1984-85 시즌 이후로 사우디 프로페셔널리그에 참가하지 못했다.
클럽은 하일에 위치한 프린스 압둘 아지즈 빈 무사에드 스타디움에서 홈 경기를 치르며, 도시 라이벌 알타이와 경기장을 공유하며 '하일 더비' 구도를 형성하고 있다.

## 선수 명단

### 현역
참고: FIFA 자격 규정에 따라 소속된 국가대표팀 국기를 표시합니다. 선수는 복수의 FIFA 비회원국 국적을 가지고 있을 수 있습니다.
| 번호 | 포지션 | 국적 | 이름            |
| ---- | ------ | ---- | --------------- |
| 31   | GK     |      | 마르셀로 카르네 |

| 번호 | 포지션 | 국적 | 이름 |
| ---- | ------ | ---- | ---- |